# Dirka po Franciji 1971
| Mesto | Ime                  | Država      | Čas         |
| ----- | -------------------- | ----------- | ----------- |
| 1     | Eddy Merckx          | Belgija     | 96h 45' 14" |
| 2     | Joop Zoetemelk       | Nizozemska  | 9' 51"      |
| 3     | Lucien Van Impe      | Belgija     | 11' 06"     |
| 4     | Bernard Thévenet     | Francija    | 14' 50"     |
| 5     | Joaquim Agostinho    | Portugalska | 21' 00"     |
| 6     | Leif Mortensen       | Danska      | 21' 38"     |
| 7     | Cyrille Guimard      | Francija    | 22' 58"     |
| 8     | Bernard Labourdette  | Francija    | 30' 07"     |
| 9     | Lucien Aimar         | Francija    | 32' 45"     |
| 10    | Vicente Lopez-Carril | Španija     | 36' 00"     |

Dirka po Franciji 1971 je bila 58. dirka po Franciji, ki je potekala leta 1971.
Ta dirka in Dirka po Franciji 1987 si delita prvo mesto po največ prevoženih etapah; celotna dirka je bila tako sestavljena iz kar 25 etap.

## Pregled
| Kategorije                          | Podatki          |
| ----------------------------------- | ---------------- |
| Začetek-konec                       | Mulhouse - Pariz |
| Dolžina (km)                        | 3.608            |
| Število etap                        | 25               |
| Povprečna hitrost zmagovalca (km/h) | 38,084           |
| Kolesarjev                          | 130              |
| Tekmo končalo                       | 94               |